# Монтелеоне-д’Орвьето
Монтелеоне-д’Орвьето (итал. Monteleone d'Orvieto) — коммуна в Италии, располагается в регионе Умбрия, в провинции Терни.
Население составляет 1593 человека (2008 г.), плотность населения составляет 67 чел./км². Занимает площадь 24 км². Почтовый индекс — 5017. Телефонный код — 0763.
Покровителями коммуны почитаются святые апостолы Пётр и Павел, празднование 29 июня, и святой Феодор Тирон.

## Демография
Динамика населения:

## Администрация коммуны
- Официальный сайт: http://www.comune.monteleone.tr.it/